# Lars Larsson (friidrottare)
Lars Axel Larsson ("Lidingö-Lasse"), född 17 juni 1911 på Lidingö, död 29 januari 1993 på Lidingö, var en svensk hinderlöpare. Larsson debuterade på 3 000 meter hinder 1936 och deltog även i OS detta år, varvid han kom på sjätteplats.
Han vann SM-guld på 3 000 meter hinder åren 1936, 1937, 1938, 1939 samt 1940.
Vid EM 1938 vann han guldmedalj.
Larsson satte svenskt rekord på 3 000 meter hinder 1936 (9.16,6), 1938 (9.10,8) samt 1939 (9.09,0).
Han utsågs 1938 till Stor grabb nummer 92 i friidrott. Larsson är begravd på Lidingö kyrkogård.